# Línea C-1f (Cercanías León)
La Línea C-1f de Cercanías León, anteriormente denominada L-1 (con la antigua FEVE), es una línea de cercanías de vía estrecha de la gestionada por Renfe Cercanías AM. La línea cruza desde el municipio de León hasta la localudad palentina de Guardo, cruzando así toda la Montaña. Discurre por el Ferrocarril de La Robla de Adif, catalogado como la línea 08-790 Aranguren-Asunción/Universidad-León/Matallana.

## Historia

### Ferrocarril de La Robla
Su tramo principal, entre La Robla y Valmaseda, fue inaugurado el 11 de agosto de 1894. Su objetivo principal era acercar la importante producción carbonífera de las cuencas mineras leonesa y palentina a su consumo en la poderosa industria siderúrgica de Vizcaya. El proyecto fue promovido y realizado por el ingeniero guipuzcoano Mariano Zuaznávar, financiado por los industriales Enrique Aresti y Victoriano Zabalinchaurreta.
La constructora y operadora fue la Sociedad del Ferrocarril Hullero de La Robla a Valmaseda, que a partir de 1905 pasó a denominarse Ferrocarriles de La Robla. En 1972 la sociedad entró en quiebra y la empresa pública FEVE se hizo cargo de la línea. Bajo su gestión la situación no solo no mejoró, sino que sus resultados empeoraron extraordinariamente. En 1991 cesó su utilización para el tráfico de pasajeros —restringido solo al de mercancías—, pero, gracias a distintos convenios con la Administración pública, en 1993 se reanudaros los servicios hasta Cistierna y en 1995 hasta Guardo. Desde el 1 de enero de 2013, la infraestructura es gestionada por Adif, mientras que los servicios ferroviarios de pasajeros son prestados por Renfe Cercanías AM y los servicios de mercancías por Renfe Mercancías, ambas divisiones de Renfe Operadora.

### Integración como tranvía en León

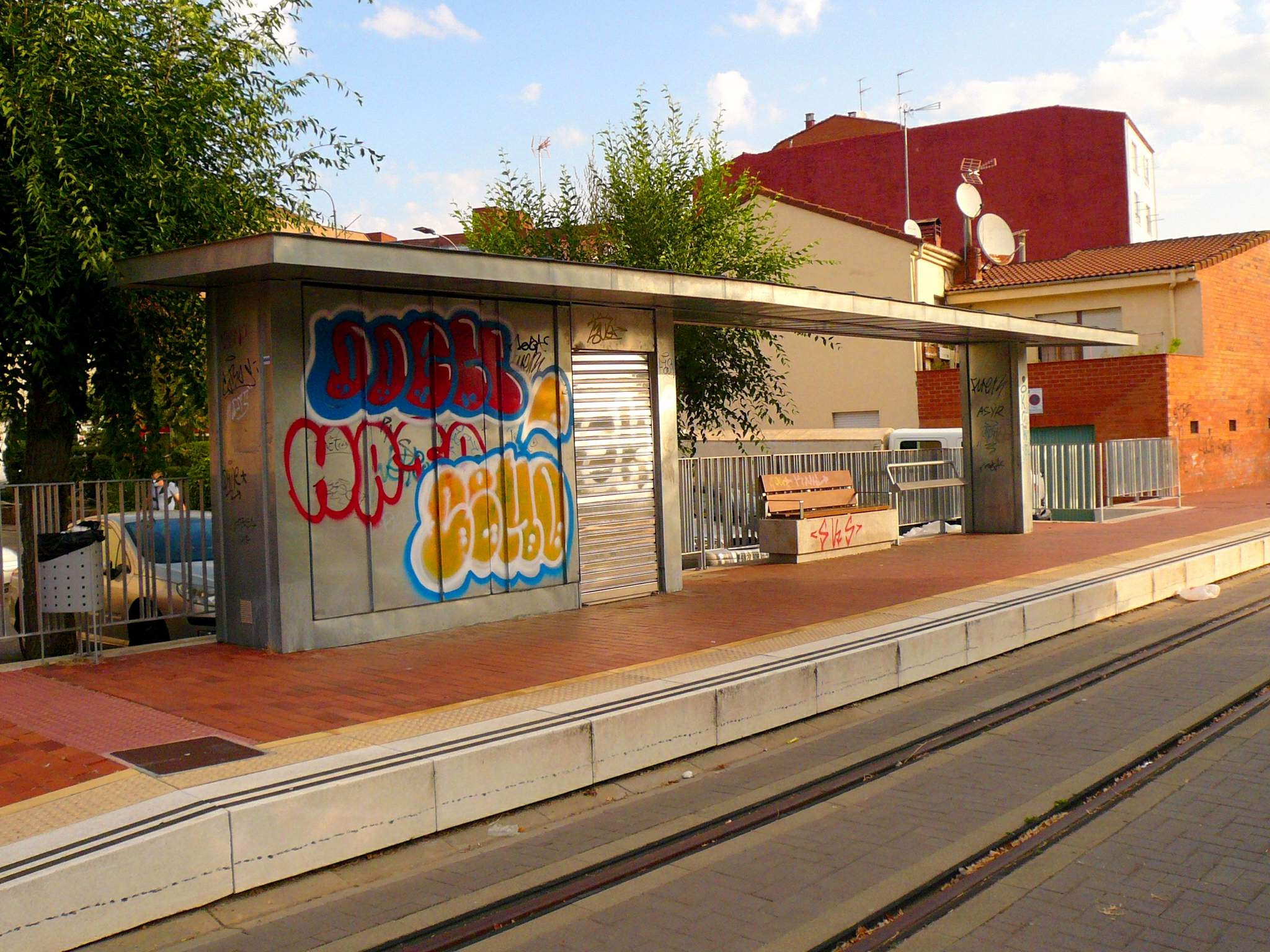
Apeadero de la Estación de Hospitales.

En septiembre de 2011, de la estación de León-Matallana, partió el último tren de la extinta FEVE, con motivo del comienzo de las obras de la integración del trazado de vía estrecha, en León. Los trenes finalizarían su recorrido en el apeadero de Asunción/Universidad. El plan era convertir la línea en parte del tranvía de León, tal que la línea se convirtiese en un tren-tranvía al llegar a la ciudad.
El plan previsto entonces era que la circulación se recuperase a principios de 2013 tras elevar la cota de la vía y lograr la permeabilidad entre ambos lados de la misma. En 2018, tras múltiples retrasos y problemas judiciales finalizaban las obras de la nueva plataforma tranviaria que atravesaba la ciudad. Para esa fecha, el sistema tranviario estaba descartado, manteniendo solo la línea que existía de FEVE (ahora Adif).
Adif alega que no existe una normativa para trenes-tranvía que permita la circulación por el nuevo trazado; además, el trazado suspendido fue sacado de la RFIG en 2017. Existen trenes-tranvía en Alicante y Cádiz, de anchos métrico e ibérico, fuera y dentro de la RFIG y operados por FGV y Renfe, respectivamente.<<<<<

### Extensión a Guardo
Anteriormente, la línea de cercanías propiamente dicha sólo llegaba hasta Cistierna, mientras que el servicio hasta Guardo se consideraba línea regional . Con la entrada de Renfe y desmantelamiento de los núcleos de vía estrecha, pasó a ser un corredor. La posterior integración de AM volvió a considerar este corredor cercanías y pasó a incluir ocasionalmente a Guardo. Actualmente, aunque la señalización sigue indicando en ocasiones a Cistierna como fin del núcleo, el mapa muestra que la línea de cercanías se extiende hasta el municipio palentino. Aun así, la frecuencia de paso por Guardo sigue siendo la misma. 

## Explotación ferroviaria

### Estaciones y correspondencias
| Esquema de la línea C-1f | Esquema de la línea C-1f | Esquema de la línea C-1f | Esquema de la línea C-1f | Esquema de la línea C-1f | Esquema de la línea C-1f |
| ------------------------ | ------------------------ | ------------------------ | ------------------------ | ------------------------ | ------------------------ |
| Municipio                | Zona                     | Nombre de estación       |                          | Correspondencia          |                          |
| León                     | 1                        | León-Matallana           | ■                        |                          |                          |
| León                     | 1                        | Ventas-San Mamés         | •                        |                          |                          |
| León                     | 1                        | Hospitales               | •                        |                          |                          |
| León                     | 1                        | Asunción/Universidad     | ■                        | Párking público          |                          |
| Villaquilambre           | 1                        | Villa Romana             | •                        |                          |                          |
| Villaquilambre           | 1                        | La Raya                  | •                        |                          |                          |
| Villaquilambre           | 1                        | Villaquilambre           | •                        |                          |                          |
| Villaquilambre           | 1                        | Villasinta               | •                        |                          |                          |
| Garrafe de Torío         | 1                        | San Feliz                | ■                        | Párking público          |                          |
| Garrafe de Torío         | 1                        | Palazuelo                | •                        |                          |                          |
| Garrafe de Torío         | 2                        | Palazuelo                | •                        |                          |                          |
| Garrafe de Torío         | Valderilla               | •                        | Párking público          |                          |                          |
| Garrafe de Torío         | Garrafe                  | •                        | Párking público          |                          |                          |
| Garrafe de Torío         | Manzaneda                | •                        |                          |                          |                          |
| Garrafe de Torío         | Matueca                  | •                        |                          |                          |                          |
| Garrafe de Torío         | Pedrún                   | •                        | Párking público          |                          |                          |
| Matallana de Torío       | Pardavé                  | •                        |                          |                          |                          |
| Matallana de Torío       | Pardavé                  | •                        | 3                        |                          |                          |
| Matallana de Torío       | Naredo                   | •                        |                          |                          |                          |
| Matallana de Torío       | Matallana                | ■                        | Párking público          |                          |                          |
| Matallana de Torío       | Robles de la Valcueva    | •                        |                          |                          |                          |
| Matallana de Torío       | La Valcueva              | •                        |                          |                          |                          |
| La Veciella              | Aviados                  | •                        |                          |                          |                          |
| La Veciella              | Aviados                  | •                        | 4                        |                          |                          |
| La Veciella              | Campohermoso             | •                        |                          |                          |                          |
| La Veciella              | La Vecilla               | •                        |                          |                          |                          |
| Valdepiélago             | Valdepiélago             | •                        |                          |                          |                          |
| Valdepiélago             | Otero                    | •                        |                          |                          |                          |
| Vegaquemada              | La Mata de la Riba       | •                        |                          |                          |                          |
| El Boñar                 | Barrio de las Ollas      | •                        |                          |                          |                          |
| El Boñar                 | Boñar                    | ■                        | Párking público          |                          |                          |
| El Boñar                 | Boñar                    | ■                        | Párking público          | 5                        |                          |
| Vegaquemada              | La Losilla               | •                        |                          |                          |                          |
| Vegaquemada              | La Devesa                | •                        |                          |                          |                          |
| La Ercina                | Barrillos                | •                        |                          |                          |                          |
| La Ercina                | La Ercina                | •                        | Párking público          |                          |                          |
| La Ercina                | La Ercina                | •                        | Párking público          | 6                        |                          |
| La Ercina                | Yugueros                 | •                        |                          |                          |                          |
| Cistierna                | Cistierna                | ■                        |                          |                          |                          |
| Cistierna                | Sorriba                  | •                        |                          |                          |                          |
| Cebanico                 | Valle de las Casas       | •                        |                          |                          |                          |
| Prado de la Guzpeña      | La Llama de Guzpeña      | •                        |                          |                          |                          |
| Prado de la Guzpeña      | Prado de la Guzpeña      | •                        |                          |                          |                          |
| Prado de la Guzpeña      | Cerezal de la Guzpeña    | •                        |                          |                          |                          |
| Valderrueda              | Puente Almuhey           | •                        | Párking público          |                          |                          |
| Valderrueda              | Valcuende                | •                        |                          |                          |                          |
| Valderrueda              | La Espina                | •                        |                          |                          |                          |
| Guardo                   | Guardo                   | ■                        |                          |                          |                          |
| Guardo                   | Guardo Apeadero          | •                        |                          |                          |                          |

### Horario

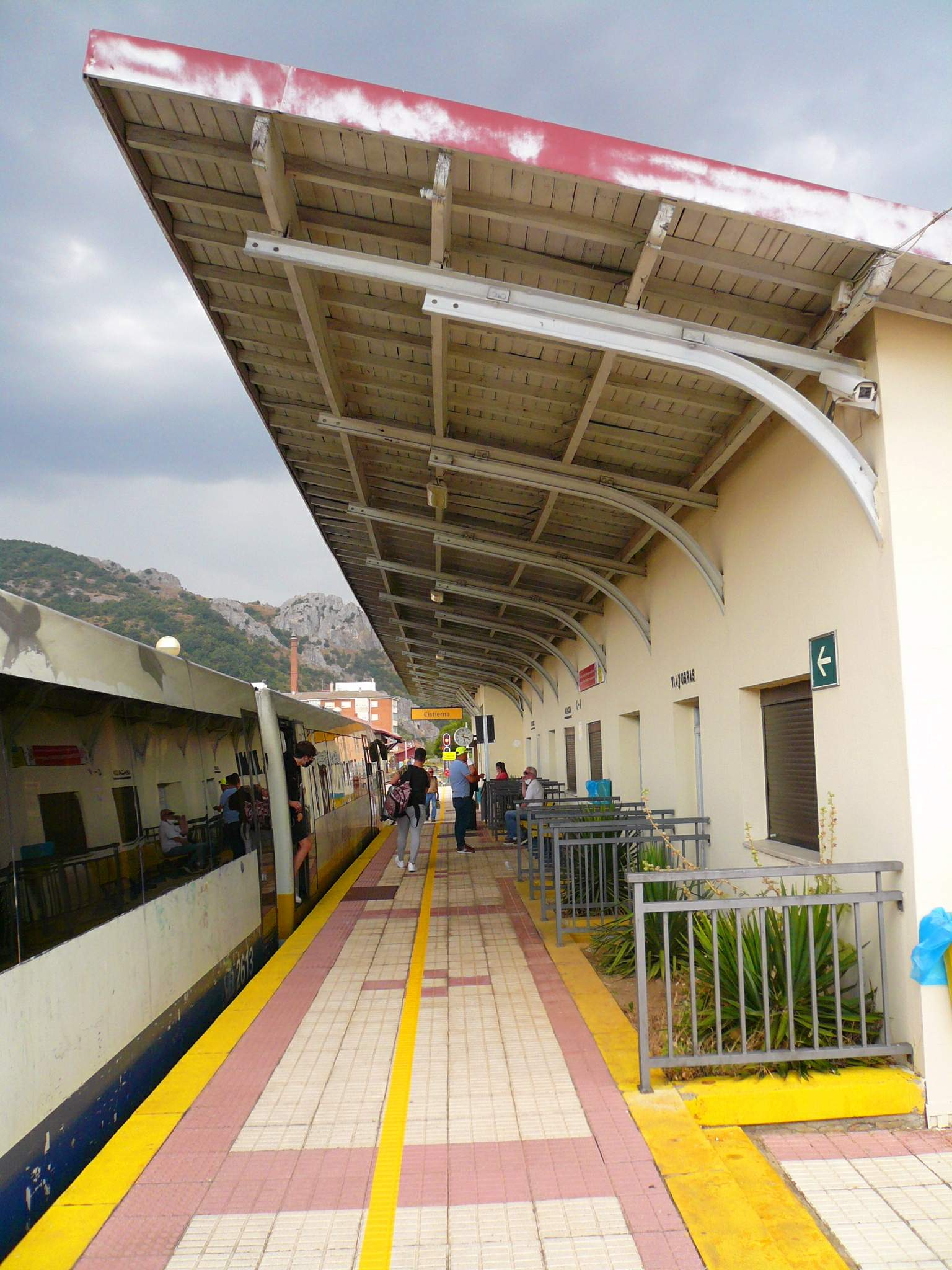
Pasajeros desembarcando el tren en Cistierna.

Los horarios de funcionamiento de los trenes de Cercanías León varían según destinos. Así, no todos los trenes llegan hasta Guardo-Apd., sino que la mayoría terminan en Matallana o Cistierna. Dependiendo de eso, la frecuencia de paso por sentido es aproximadamente de 70, 150 o 360 minutos, respectivamente para cada destino. El contrato de OSP entre el Ministerio de Transportes, Movilidad y Agenda Urbana y Renfe Operadora establece una oferta comercial de 30 circulaciones diarias en días laborables, de los cuales 14 solo han de llegar hasta Matallana y 9 hasta Cistierna. Existe además una circulación por sentido de León a San Feliz y dos circulaciones unidireccionales de Cistierna a Guardo. Además, hay un correo diario de la línea  que omite las paradas menores de la línea a partir de Cistierna y crea así un tercer servicio desde/hasta Guardo. Las frecuencias están muy limitadas por la vía única de todo el trayecto y se reducen significativamente los fines de semana y festivos.
| León-Padre Isla | Asunción/Universidad | Matallana  | Cistierna | Guardo-Apd. |
| --------------- | -------------------- | ---------- | --------- | ----------- |
|                 |                      |            | 05:45     | 06:42       |
| 06:51           | 07:06                | 07:44      |           |             |
| 07:25           | 07:40                | 08:17      | 09:21     |             |
| 08:46           | 09:01                | 08:39      |           |             |
| 09:20           | 09:34                | 10:11      | 11:18     | 12:15       |
| 10:44           | 11:00                | [ nota 1 ] |           |             |
| 11:21           | 11:37                | 12:14      |           |             |
| 12:52           | 13:09                | 13:46      | 14:51     |             |
| 13:45           | 13:55                | 14:31      | 15:42     | 16:47       |
| 14:24           | 14:39                | 15:17      |           |             |
| 15:30           | 15:45                | 16:23      | 17:29     |             |
| 17:30           | 17:45                | 18:22      |           |             |
| 18:27           | 18:41                | 19:20      | 20:25     |             |
| 19:14           | 19:30                | 20:08      |           |             |
| 20:44           | 20:58                | 21:36      | 22:41     |             |
| 21:29           | 21:44                | 22:22      |           |             |
| 22:20           | 22:35                | [ nota 3 ] |           |             |

### Material rodante
El servicio se opera con unidades diésel de la serie 2600. Tras la apertura del tranviario, se operará con trenes-tranvía.

## Futuro

### Ramal a La Robla (C-1f)
Se ha sugerido reutilizar el ramal hacia La Robla (el que en su momento era el trazado original) para conectar las estaciones de Matallana y La Robla. Esta última es parte de la línea de ancho ibérico León-Gijón, con lo que se podría establecer transbordo con el tren regional o los posibles trenes de cercanías de ancho ibérico a Pola.

### Integración ferroviaria en León
Las vías se completaron en 2018, pero debido a que el tramo Asunción-Llión fue sacado de la RFIG en 2015 y a un cambio normativo, todos los convoyes que circulen por la vía deben ser tipo tren-tram, incluidos los correos. Estos conyoves no se comprarán a menos que la vía entre en la RFIG, y esta inclusión no se dará a menos que haya convoyes que circulen.La única compra de material de AM de Renfe no incluía estos trenes. Además, existe una propuesta de extender este tranvía hasta la otra estación de León, que cubre los servicios de Larga Distancia y los occidentales de Media Distancia, así como el AVE. El trazado sería una continuación en línea recta del trazado tranviario actual.